# Sauer
Sauer (njemački, luksemburški) ili Sûre (francuski) je rijeka u Belgiji, Luksemburgu i Njemačkoj. Lijeva je pritoka rijeke Moselle, ukupne dužine 173 km.
Izvire u blizini Vaux-sur-Sûrea u Ardenima u jugoistočnoj Belgiji. Sauer teče prema istoku i prelazi granicu s Luksemburgom blizu Martelangea. Ona tvori granicu između Belgije i Luksemburga 13 km sjeverno od Martelangea. Zapadno od Esch-sur-Sûrea se ulijeva u umjetno jezero - Jezero Gornji Sûre. Nakon što teče kroz Ettelbruck i Diekirch Sauer tvori granicu između Luksemburga i Njemačke u posljednjih 50 km svoga toka, te prolazi kroz Echternach prije nego što se ulije u Mosellu u Wasserbilligu. 

## Vanjske poveznice
|  | Zajednički poslužitelj ima još gradiva o temi Sauer |